# 东坝乡 (囊谦县)
东坝乡，是中华人民共和国青海省玉树藏族自治州囊谦县下辖的一个乡镇级行政单位。

## 行政区划
东坝乡下辖以下地区：
果永村、吉塞村、尤达村、热拉村和尕买村。